# Versickerungsfähige Verkehrsflächen

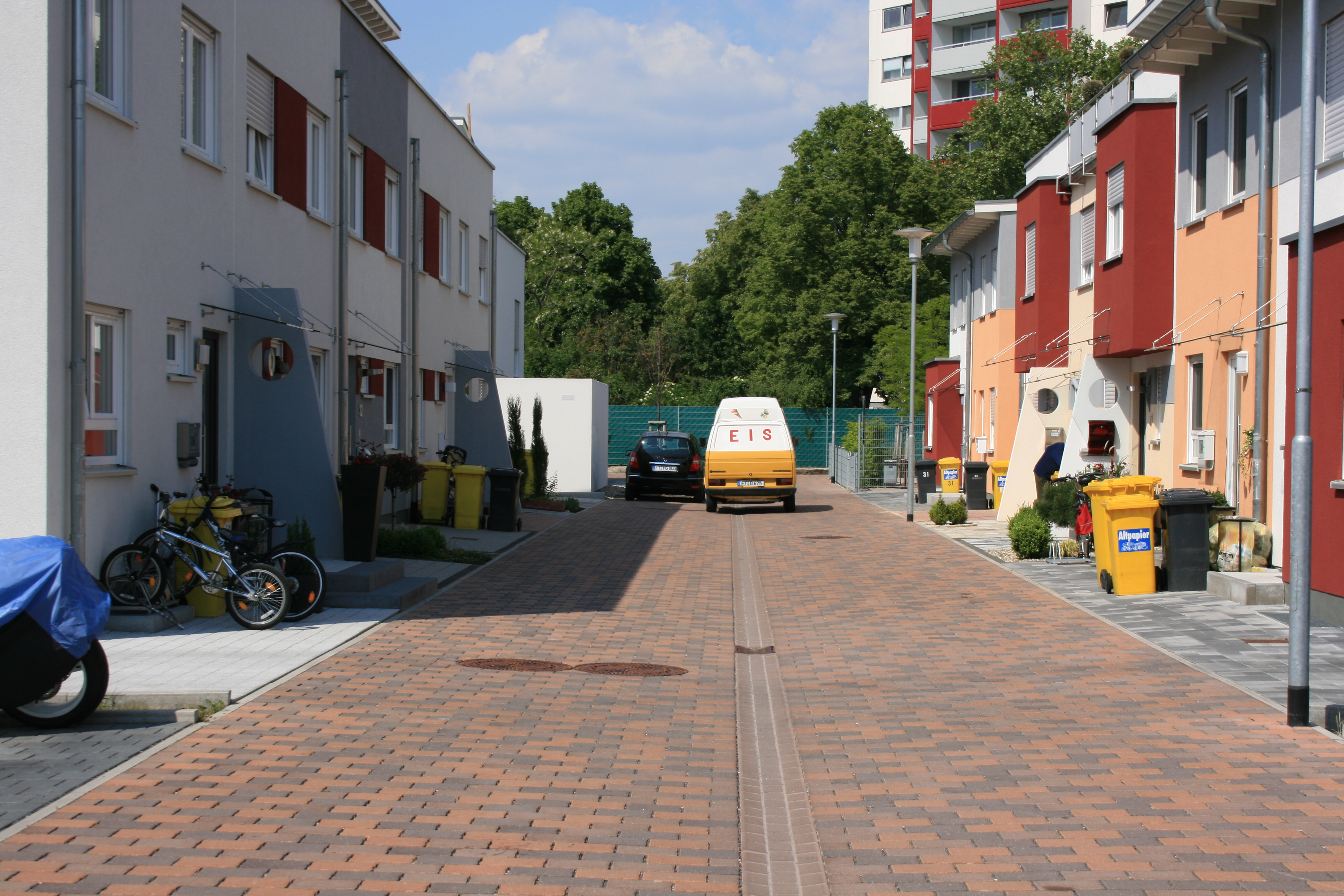
Versickerungsfähiges Pflaster mit aufgeweiteter Fuge in einer Erschließungsstraße

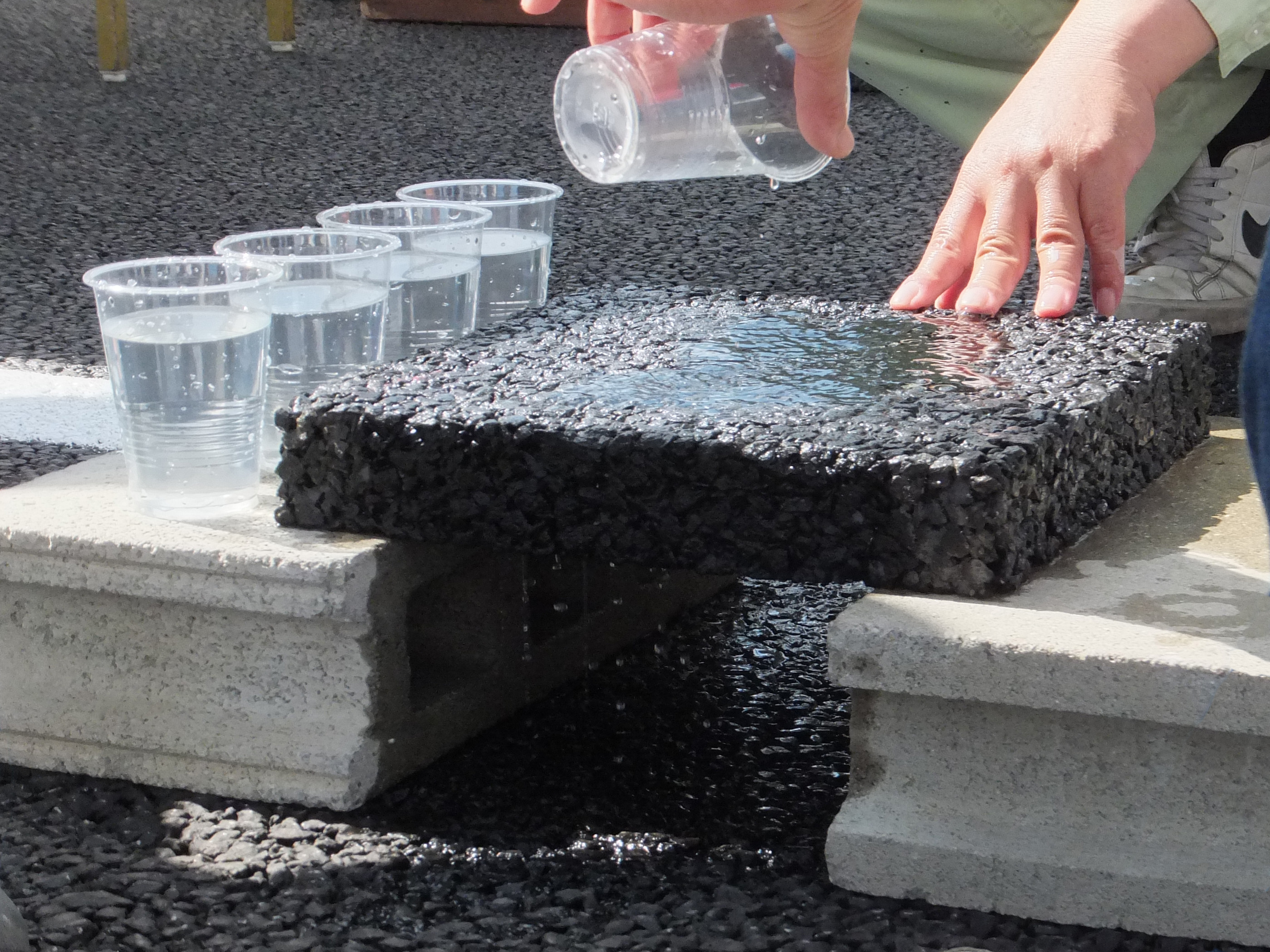
Drainasphalt bei einem Durchlässigkeitsversuch

Als versickerungsfähige Verkehrsfläche wird eine Oberflächenbefestigung im Straßen- und Wegebau bezeichnet, welche Oberflächenwasser am Ort ihres Auftretens in größerem Umfang versickern lässt. Eine Anwendung als Versickerungsanlage, die weitere Oberflächenwasserquellen aufnimmt, ist seltener. In dem in Deutschland gültigen Merkblatt für Versickerungsfähige Verkehrsflächen der FGSV werden die Flächenbefestigung mit wasserdurchlässigen Pflastersystemen, Pflastersteinen mit Sickerfugen, Drainasphaltschichten und Drainbetonschichten beschrieben. Die Anwendung mit Pflastersystemen ist dabei die am häufigsten verbreitete versickerungsfähige Flächenbefestigung. Zur Entsiegelung werden auch begrünbare Beläge eingesetzt. Diese Flächenbefestigungen sind in der Richtlinie für die Planung, Ausführung und Unterhaltung für begrünbare Flächenbefestigungen der FLL aufgeführt. Wassergebundene Deckschichten sind im bautechnischen Sinne keine versickerungsfähigen Verkehrsflächen.
Erste Anwendungen versickerungsfähiger Verkehrsflächen fanden in den 1980er Jahren statt. In den 1990er Jahren wurden auf Basis des praktischen Einsatzes erste wissenschaftliche Untersuchungen durchgeführt und veröffentlicht. Grundlegende Regeln der Bauweise wurden 1998 in Deutschland im Merkblatt für wasserdurchlässige Befestigungen von Verkehrsflächen der FGSV beschrieben.

## Ziele der Bauweise
Durch den Bau von versickerungsfähigen Verkehrsflächen kann die zunehmende Oberflächenversiegelung reduziert werden. Auch geeignete Altflächen können entsiegelt und weiter genutzt werden. Im klassischen Straßenbau wird beispielsweise nach den Richtlinien für die Anlage von Straßen – Entwässerung, unabhängig von der Belagswahl, ein Abflussbeiwert ψ von 0,9 angesetzt. Dies entspricht einem 90%igen Abfluss des Niederschlagwassers. Diese Abflussmengen können durch versickerungsfähig ausgelegte Flächenbefestigungen deutlich reduziert werden. Die geringeren und verzögerten Abflussmengen derartiger Flächenbefestigungen verringern die Belastung der Kanalisation und Kläranlagen. Gleichzeitig wird aufgrund der feuchteren Umgebungsbedingungen das Kleinklima verbessert und zumindest eine zeitweise Kühlung des Umfeldes befördert.

## Grundlagen

### Ökologische Grundsätze
Nach derzeitiger Auffassung können versickerungsfähige Flächenbefestigungen in Deutschland genehmigungsfrei erstellt werden, da sie nach § 7 des Wasserhaushaltsgesetzes keinen Eingriff in den natürlichen Wasserkreislauf darstellen. Weiterhin sollten die landesrechtlichen Vorschriften sowie kommunale Richtlinien angewandt werden. Bei versickerungsfähigen Verkehrsflächen sollte immer der Schutz von Boden und Grundwasser im Vordergrund stehen. Daher darf keine Anwendung erfolgen, wenn der Abstand zum Grundwasser weniger als 2 m beträgt und wassergefährdende Stoffe in oder auf diesen Flächen gelagert und transportiert werden. Die Verwendung von Tausalzen sollte zudem ausgeschlossen werden. Versickerungsfähige Pflasterbeläge dürfen nur außerhalb von Wasserschutzzonen gebaut werden.

### Hydrologische Grundsätze

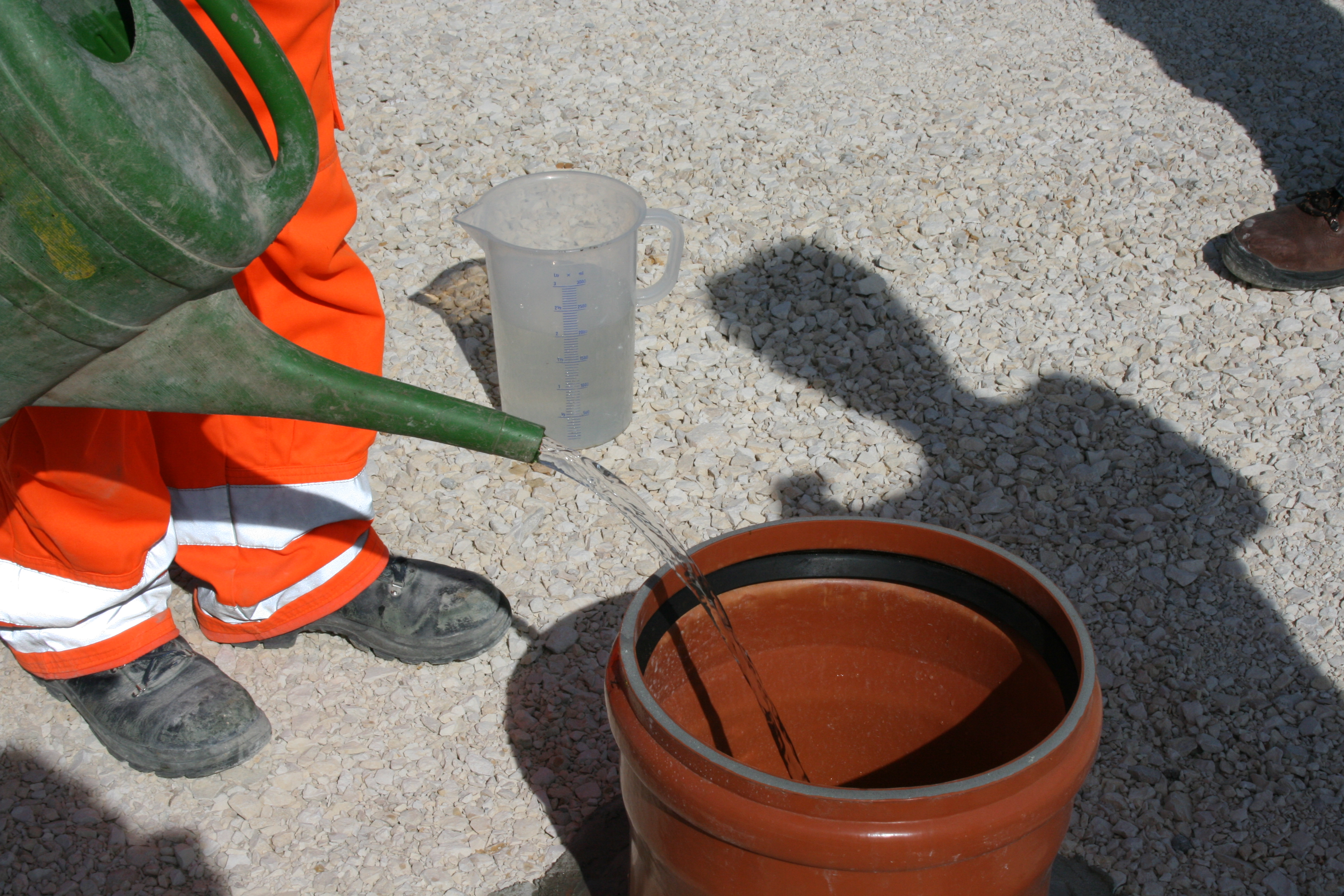
Schnellversuch zur Infiltrationsmessung nach M VV

Als Bemessungsbasis für die hydrologischen Eigenschaften wird von einem Regenereignis von 120 l/(s*ha) ausgegangen. Auf Grundlage dieser Bemessungsgröße wird mit dem Zeitbeiwertverfahren ein fünfjähriges Regenereignis (n = 0,2) von 270 l/(s*ha) zugrunde gelegt. Erfahrungsgemäß verringert sich die Wasserbewegung aufgrund des mit Luft gefüllten Porenraumes um etwa 50 %. Daraus folgt, dass der Wert für die Wasserdurchlässigkeit doppelt so hoch angesetzt werden muss wie die Infiltrationsrate. Laut dem deutschen Merkblatt für Versickerungsfähige Verkehrsflächen müssen versickerungsfähige Schichten einen Durchlässigkeitsbeiwert kf > 5 * 10−5 m/s aufweisen. Dieser Wert basiert auf einer Regenspende von 270 l/(s*ha) (ki = 2,7 * 10−5 m/s).
In der Anwendung sollte die Entwässerung nach RAS-Ew dimensioniert werden. Da sich die Durchlässigkeit der Deckschichten über die Jahre reduziert, sollten bei versickerungsfähigen Verkehrsflächen Abflussbeiwerte von 0,3 bis 0,5 angesetzt werden. Auf wissenschaftlich-gutachterlicher Basis geprüfte Pflastersysteme dürfen mit geringeren Abflussbeiwerten in der Entwässerungsberechnung angesetzt werden. Produkte mit entsprechenden Sickerfugen können bei fachgerechtem Einbau und entsprechenden Umgebungsbedingungen als dauerhaft abflussfrei (Abflussbeiwert ψ = 0,0) angesehen werden.

### Straßenbautechnische Grundsätze
Nach den tradierten Grundsätzen des Straßenbaus sollte Regenwasser vom Oberbau ferngehalten werden. Von diesem Prinzip wird beim Einsatz versickerungsfähiger Pflastersysteme abgesehen. Daher können durchlässige Beläge nur in einem auf diese Bauweise abgestimmten System dauerhaft verbaut werden. Die Durchlässigkeit muss in allen – also auch in den tieferen – Schichten (Baugrund) gegeben sein, wobei bei geringerer Wasserdurchlässigkeit des Baugrundes Ersatzmaßnahmen möglich sind. Versickerungsfähige Pflasterbauweisen haben aufgrund des hohlraumreichen Bettungs- und Fugenmaterials eine geringere Leistungsfähigkeit gegenüber konventionellen Pflasterdecken. Daher sind beispielsweise in Deutschland in gleichen Belastungsklassen nach RStO gegenüber der konventionellen Bauweise teilweise Mehrdicken zu berücksichtigen. Die Filterstabilität sollten entsprechend der ZTV Pflaster bewertet werden. Durch die Wasserdurchlässigkeit kann der Strömungsdruck Feinanteile umlagern.
Nach dem deutschen Merkblatt sollte das Gefälle der Flächenbefestigung im Bereich von 1 bis 5 % liegen, um den Oberflächenabfluss gering zu halten. Nach wissenschaftlichen Untersuchungen der TU Kaiserslautern können auch Flächenbefestigungen mit einem Gefälle über 5 % angelegt werden.

## Konstruktion
Im Merkblatt für Versickerungsfähige Verkehrsflächen werden offenporig gebundene Tragschichten beschrieben und Anforderungen an ungebundene Tragschichten unter Pflaster gestellt. Die beschriebenen Drainasphalt- und Drainbetontragschichten dürfen auch unter konventionellen Pflasterdecken und Plattenbelägen eingebaut werden. Versickerungsfähige Pflasterdecken werden meist auf Tragschichten ohne Bindemittel verlegt. Nach dem Stand der Technik wäre der Einsatz offenporig gebundener Tragschichten auch für wasserdurchlässige Pflastersysteme möglich. Nach dem deutschen Merkblatt wird empfohlen, die Abweichungen von der Ebenheit auf den Tragschichten mit ±1 cm auf eine 4 m Messstrecke zu begrenzen.

### Tragschichten ohne Bindemittel
Die Tragschichten unter versickerungsfähigen Flächenbefestigungen sollten in Deutschland nach den Richtlinien für die Standardisierung des Oberbaues von Verkehrsflächen (RStO 12) dimensioniert werden. Auch die Tragfähigkeit und Standfestigkeit der Schichten ohne Bindemittel wird abhängig von der Verkehrsbelastung nach RStO gewählt. Es sollten sandärmere Gemische bevorzugt werden, die im unteren bis mittleren Sieblinienbereich nach TL SoB verlaufen. Der Feinkornanteil der Korngröße 0,063 mm sollte im Liefergemisch max. 3 M.-% aufweisen. Die Durchlässigkeit der ungebundenen Tragschichten muss mindestens 5 * 10−5 m/s betragen und sollte nach dem Einbau näherungsweise über Infiltrationsmessungen bestimmt werden.

### Wasserdurchlässige Asphalttragschichten
Nach dem Merkblatt für Versickerungsfähige Verkehrsflächen können wasserdurchlässige Asphalttragschichten PA 22 T WDA und PA 16 T WDA unter Pflasterflächen eingesetzt werden. Die Dimensionierung erfolgt belastungsklassenabhängig nach den RStO. Um eine entsprechende Filterstabilität zu erreichen, sollte der Einsatz von Geotextilien geprüft werden.

### Dränbetontragschichten
Nach dem deutschen Merkblatt können Dränbetontragschichten C 12/15 und C 16/20 unter Pflasterflächen eingesetzt werden. Die Dimensionierung erfolgt abhängig von der Verkehrsbelastung nach den RStO. Der Einsatz von höherwertigen Dränbetondeckschichten als Tragschicht kann in höheren Belastungsklassen sinnvoll sein. Um eine ausreichende Filterstabilität zur Pflasterdecke zu erreichen, sollten Geotextilien der Geotextilrobustheitsklasse GRK 4 oder GRK 5 mit einer möglichst hohen Wasserdurchlässigkeit nach dem Merkblatt Drainbetontragschichten eingesetzt werden.

## Versickerungsfähige Pflaster

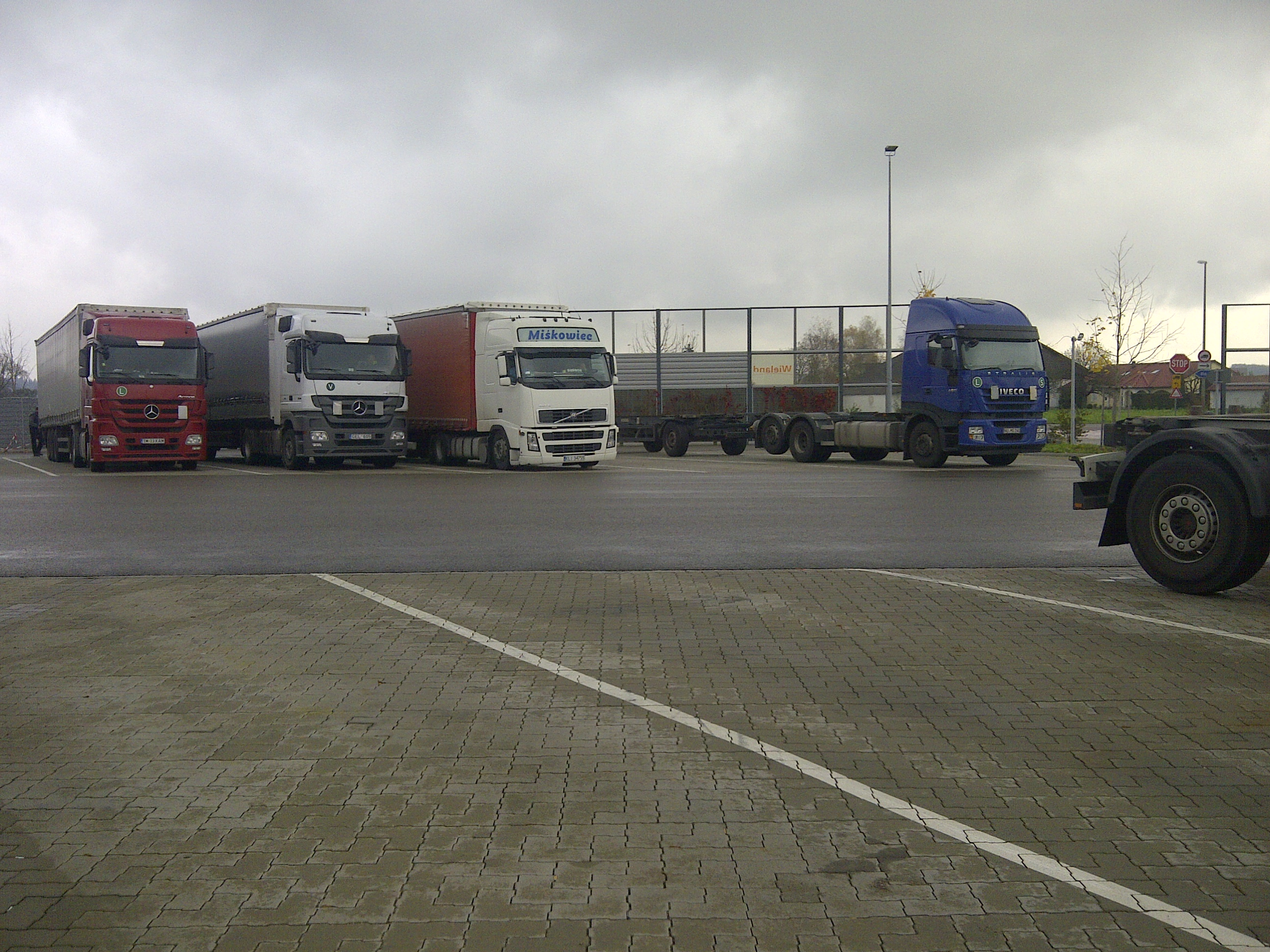
Versickerungsfähige Verkehrsfläche der Belastungsklasse Bk 3,2 mit 5 Jahren Nutzungszeit

Versickerungsfähige Pflasterdecken können mit gefügedichten Pflastersteinen oder mit haufwerkporigen Betonsteinen hergestellt werden. Als gefügedichte Pflastersteine sind Beton-, Klinker- und Natursteinpflaster für versickerungsfähige Beläge geeignet. Derartige Deckschichten können mit Sickerfugen bzw. aufgeweiteten Sickerfugen verlegt werden. Sickerfugen sind mit geeignetem Material verfüllte Fugen mit zulässigen Breiten nach DIN 18318 (in Deutschland). Aufgeweitete Sickerfugen können in der Praxis Fugenbreiten von bis zu 3 cm aufweisen. Zur Sicherstellung einer entsprechenden Prozess- und Betriebssicherheit sollten die verwendeten Steine über geeignete Abstandshalter verfügen. Weitere Abstandshilfen wie Fugenkreuze oder Rasen-Fugenkreuze können nur mit deutlichen Abstrichen hinsichtlich der Belastbarkeit verwendet werden.
Haufwerkporige Betonsteine (Dränbetonsteine) werden nach DIN 18507 hergestellt. Derartige Betonsteine mit offenporigem Charakter versickern durch die Struktur des Steines und zusätzlich durch den Fugenraum. Haufwerkporige Betonsteine sind ausschließlich frostbeständig und sollten daher nicht in Bereichen eingesetzt werden, in denen mit einer Tausalzbelastung zu rechnen ist. Aufgrund der geringen Druckfestigkeit sollten haufwerkporige Betonsteine nur in Verkehrsflächen mit untergeordneter Belastung eingesetzt werden.
Versickerungsfähige Pflasterdecken werden abweichend von der RStO dimensioniert. Aufgrund der sandarmen Fugen- und Bettungsmaterialien können derartige Deckschichten ein etwas flexibleres Verhalten aufweisen und in der Regel im Vergleich zu konventionellen Pflasterkonstruktionen geringere Horizontalspannungen aufnehmen. Nach dem Merkblatt für Versickerungsfähige Verkehrsflächen werden höhere Steindicken als nach RStO empfohlen.

### Dimensionierung
| Belastungsklasse | Pflastersteine mit Sickerfugen | RStO 2012 1 |
| ---------------- | ------------------------------ | ----------- |
| Bk 0,1 2         | 8 cm                           | --          |
| Bk 0,3           | 10 cm                          | 8 cm        |
| Bk 1,0           | 12 cm                          | 8 cm        |
| Bk 1,8           | 14 cm                          | 10 cm       |

### Fugen- und Bettungsmaterialien

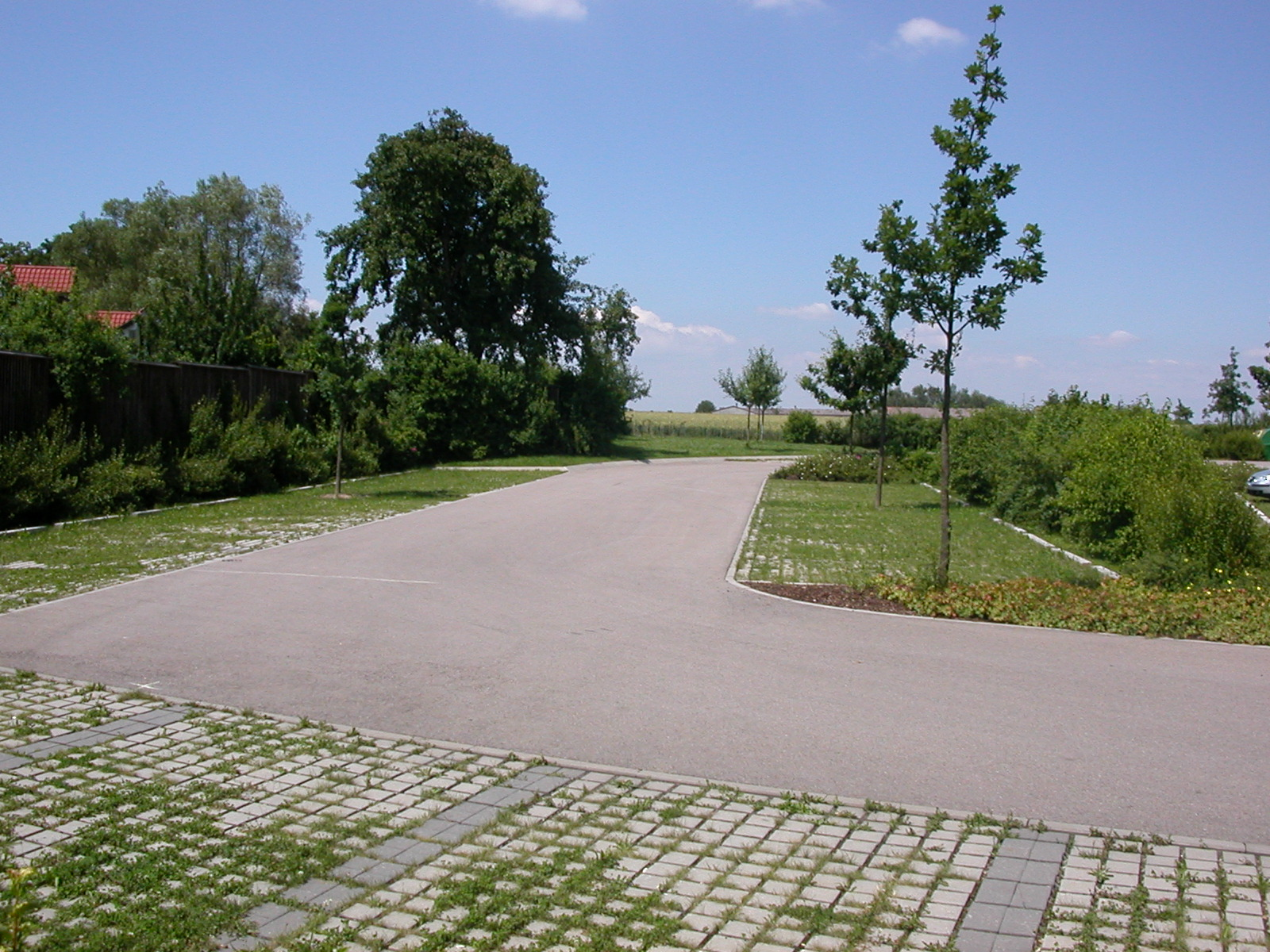
Oberelchingen – Begrünbarer Pflasterbelag

Als Fugen- und Bettungsmaterialien können ausreichend wasserdurchlässige Gesteinskörnungen eingesetzt werden. Insbesondere der Anteil an abschlämmbaren Bestandteilen der Korngruppe 0,063 mm wird nach dem Merkblatt für Versickerungsfähige Verkehrsflächen auf 1,0 M.-% begrenzt. Vorzugsweise kommen splittreiche Gemische der Korngruppen 1/3, 2/4 und 2/5 zum Einsatz. Die Fugen- und Bettungsmaterialien sollten eine erhöhte Materialfestigkeit und einen Widerstand gegen Kornzertrümmerung von > SZ22/LA25 aufweisen.

### Begrünbare Pflasterdecken und Plattenbeläge
Begrünbare Pflasterflächen und Plattenbeläge zeichnen sich durch einen mittleren bis hohen Grünanteil der Fugen aus. Aufgrund abdichtenden Wirkung des Wurzelwerkes wurde diesen Flächenbefestigungen eher eine Abflussverzögerung mit einem Abflussbeiwert von 0,5 unterstellt. Untersuchungen der Landesanstalt für Weinbau und Gartenbau in Veitshöchheim haben gezeigt, dass begrünbare Beläge durchaus eine hohe Versickerungsrate aufweisen können. Begrünbare Pflasterdecken und Plattenbeläge können nach den deutschen FLL-Richtlinien abhängig von der Steinhöhe und Plattendicke auch mit Schwerlastfahrzeugen belastet werden. In weiterer Literatur zeigen sich deutliche Einsatzgrenzen insbesondere bei Rasengitterplatten mit reduzierten Betonquerschnitten.

## Normen und Richtlinien

### Deutschland
- DIN 18318 Verkehrswegebauarbeiten – Pflasterdecken und Plattenbeläge in ungebundener Ausführung, Einfassungen
- DIN 18507 Pflastersteine aus haufwerkporigem Beton – Begriffe, Anforderungen, Prüfungen, Überwachung
- Zusätzliche Technische Vertragsbedingungen und Richtlinien zur Herstellung von Pflasterdecken, Plattenbelägen und Einfassungen (ZTV Pflaster-StB 06)
- Technische Lieferbedingungen für Bauprodukte zur Herstellung von Pflasterdecken, Plattenbelägen und Einfassungen (TL Pflaster–StB 06)
- Richtlinien für die Standardisierung des Oberbaues von Verkehrsflächen (RStO 12)
- Richtlinie für die Planung, Ausführung und Unterhaltung für begrünbare Flächenbefestigungen
- Merkblatt Versickerungsfähige Verkehrsflächen
- Merkblatt Wasserdurchlässige Befestigungen von Verkehrsflächen
- Merkblatt Dränbetontragschichten

### Österreich
- 11.06.61 Drainverhalten (November 1995)

### Europa
- DIN EN 1338 Pflastersteine aus Beton – Anforderungen und Prüfverfahren
- DIN EN 1341 Pflasterplatten aus Naturstein für Außenbereiche – Anforderungen und Prüfverfahren
- DIN EN 1344 Pflasterziegel – Anforderungen und Prüfverfahren